# Терстянски, Эдён
Эдён (фон) Терстянски (венг. Tersztyánszky Ödön; 6 марта 1890, Чаквар, Австро-Венгрия, — 21 июня 1929, Будапешт, Венгрия) — венгерский фехтовальщик, двукратный олимпийский чемпион 1928 года.
Эдён Терстянски родился в 1890 году в Чакваре (в современном медье Фейер). Во время Первой мировой войны был неоднократно ранен, в итоге попал в плен. В ходе одной из попыток побега был ранен в правую руку, после чего научился фехтовать левой рукой.
В 1924 году он стал серебряным призёром чемпионата Венгрии и вошёл в олимпийскую сборную. На Олимпийских играх в Париже Эдён Терстянски завоевал серебряную и бронзовую медали. В 1925—1928 годах он ежегодно становился чемпионом Венгрии в нескольких номинациях, а в 1927 году завоевал серебряную медаль европейского первенства (впоследствии задним числом признанного чемпионатом мира). В 1928 году на Олимпийских играх в Амстердаме Эдён Терстянски завоевал две золотые медали.
В 1929 году Эдён Терстянски стал жертвой дорожно-транспортного происшествия, и несколько дней спустя скончался от полученных травм.